# Варілеро золотоплечий
Варіле́ро золотоплечий (Agelasticus thilius) — вид горобцеподібних птахів родини трупіалових (Icteridae). Мешкає в Південній Америці.

## Підвиди
Виділяють три підвиди:
- A. t. alticola (Todd, 1932) — від південного сходу Перу (Куско) до північно-західної Болівії;
- A. t. thilius (Molina, 1782) — Чилі (від Атаками на південь до Лос-Лагоса, зокрема на острові Чилое), Патагонські Анди;
- A. t. petersii (Laubmann, 1934) — від Парагваю до південно-східної Бразилії, Уругваю і Аргентини.

## Поширення і екологія
Золотоплечі варілеро мешкають в Перу, Болівії, Бразилії, Аргентині, Чилі, Парагваї і Уругваї. Вони живуть на болотах, солончаках, луках і пасовищах. Зустрічаються на висоті до 4300 м над рівнем моря.